# Ligne d'Eyguières à Meyrargues
La ligne d'Eyguières à Meyrargues est une ancienne ligne ferroviaire française à écartement standard et à voie unique non électrifiée traversant le nord-est de la Provence, longeant la rive gauche de la Durance. Elle est aujourd'hui déferrée et abandonnée.

## Chronologie
- Concession : du 29 octobre 1883 au 12 avril 1961[1]
- Déclaration d'utilité publique : 27 juillet 1886[1]
- Date d'ouverture : juillet 1889[2]
- Fermeture au trafic voyageurs : 1936[2],[3]
- Fermeture au trafic fret : 1950[3]

## Historique

### Concessionnaires
En 1883, un décret national accorde à la Compagnie des chemins de fer régionaux des Bouches-du-Rhône la concession, la construction et l'exploitation d'une ligne d'intérêt local d'Eyguières à Peyrolles.
L'entreprise est reprise en 1906 par la Compagnie des chemins de fer départementaux des Bouches-du-Rhône, elle-même absorbée en 1913 par le département et sa Régie départementale des Bouches-du-Rhône (dite RDT 13).

### Exploitation
La ligne ouvre en juillet 1889. 
Un service d'autocar voit le jour en 1933, qui, combiné à une démocratisation de l'automobile, amorce la fin du trafic voyageurs qui cesse en 1936,,.

### Vestiges
La voie a été déposée et déferrée à partir de la fermeture de la ligne en 1950. Le tracé et la plateforme subsiste encore, très souvent repris par des routes départementales. La construction du Canal EDF au cours de cette même décennie a également fait disparaître certaines parties du tracé, comme à Lamanon ou à Mallemort. 
Tous les bâtiments voyageurs et gares existent encore aujourd'hui. Ils ont été réhabilités en lieux publics (Eyguières, Charleval...) ou en habitations privées (Mallemort, Saint-Estève-Janson...). 
La gare d'Eyguières avait une importance particulière dans la région, et faisant la bifurcation entre la ligne d'Arles à Salon-de-Provence vers le sud et la ligne vers Meyrargues qui continuait vers l'est. L'ancienne gare est aujourd'hui une école maternelle. 
Le village de Meyrargues avait la particularité de posséder trois gares, dont une pour chaque compagnie ferroviaire : la Compagnie des chemins de fer de Paris à Lyon et à la Méditerranée - PLM, la Société des Chemins de Fer de Provence - CP, et la Compagnie des chemins de fer régionaux des Bouches-du-Rhône - CCRB. De fait, elle n'étaient pas interconnectées entre elles. En l’occurrence, la ligne d'Eyguières bénéficiait d'une gare terminus dont les bâtiments existent toujours.

## Trafic

### Voyageurs
Le trafic des voyageurs est assuré par quatre aller-retour d'Eyguières à Meyrargues jusqu'en 1914 où le service commence à se réduire. 
En 1921, la ligne n'est parcourue que par deux trains quotidiens, ainsi que trois navettes entre La Roque d'Anthéron et Meyrargues. Pour un trajet d'Eyguières à Meyrargues, il fallait compter 1 h 45 ou 2 h 35,. Il reprit brièvement durant la Seconde Guerre Mondiale.

## La ligne dans le cinéma
- Sérénade aux nuages (1945) d'André Cayatte, avec Tino Rossi et Jacqueline Gauthier où un train de voyageurs apparaît en gare d'Alleins[2],[4] .